# Miss Universo 1983
Miss Universo 1983, trentaduesima edizione di Miss Universo, si è tenuta presso il Kiel Auditorium di St. Louis (Missouri) negli Stati Uniti d'America, l'11 luglio 1983. L'evento è stato presentato da Bob Barker e Joan Van Ark. Lorraine Downes, Miss Nuova Zelanda, è stata incoronata Miss Universo 1983.

## Risultati

### Piazzamenti
| Risultato finale   | Concorrente |
| ------------------ | --- |
| Miss Universo 1983 | - Nuova Zelanda - Lorraine Downes |
| 2ª classificata    | - Stati Uniti - Julie Hayek |
| 3ª classificata    | - Irlanda - Roberta Brown |
| 4ª classificata    | - Svizzera - Lolita Morena |
| 5ª classificata    | - Inghilterra - Karen Moore |
| Top 12             | - Finlandia - Nina Marjaana Rekola - Germania - Loana Katharina Radecki - Italia - Federica Moro - Norvegia - Karen Elizabeth Dobloug - Singapore - Kathie Lee (Lee Lee-Beng) - Spagna - Ana Isabel Herrero - Venezuela - Paola Ruggeri |

### Punteggi alle sfilate finali
Vincitrice
     2ª classificata
     3ª classificata
     Top 6
     Top 10
(#) Posizione in ogni turno della gara
| Nazione       | Media preliminare | Intervista | Costume da bagno | Abito da sera | Media semifinale |
| ------------- | ----------------- | ---------- | ---------------- | ------------- | ---------------- |
| Stati Uniti   | 8.708 (1)         | 8.916 (5)  | 9.333 (1)        | 9.455 (1)     | 9.234 (1)        |
| Svizzera      | 8.395 (3)         | 9.138 (2)  | 9.220 (3)        | 9.338 (3)     | 9.232 (2)        |
| Nuova Zelanda | 8.325 (6)         | 9.081 (3)  | 9.177 (4)        | 9.358 (2)     | 9.205 (3)        |
| Irlanda       | 8.353 (5)         | 9.244 (1)  | 9.161 (5)        | 9.192 (6)     | 9.199 (4)        |
| Inghilterra   | 8.385 (4)         | 9.027 (4)  | 9.244 (2)        | 9.172 (7)     | 9.147 (5)        |
| Germania      | 8.091 (10)        | 8.872 (6)  | 9.094 (6)        | 9.322 (5)     | 9.096 (6)        |
| Venezuela     | 8.464 (2)         | 8.666 (7)  | 9.088 (7)        | 9.338 (3)     | 9.030 (7)        |
| Singapore     | 8.222 (7)         | 8.658 (8)  | 8.766 (10)       | 9.161 (8)     | 8.861 (8)        |
| Italia        | 7.956 (12)        | 8.644 (9)  | 8.922 (8)        | 9.016 (10)    | 8.860 (9)        |
| Finlandia     | 8.143 (8)         | 8.427 (11) | 8.888 (9)        | 9.144 (9)     | 8.573 (11)       |
| Norvegia      | 8.089 (11)        | 8.486 (10) | 8.505 (12)       | 8.822 (11)    | 8.604 (10)       |
| Spagna        | 8.098 (9)         | 8.261 (12) | 8.577 (11)       | 8.788 (12)    | 8.542 (12)       |

### Riconoscimenti speciali
| Riconoscimento        | Concorrente                                                                                                  |
| --------------------- | --- |
| Best National Costume | - Corea del Sud - Jong-jun Kim - Giappone - Yuko Yamaguchi - Isole Vergini Americane - Julie Elizabeth Woods |
| Miss Congeniality     | - Gambia - Abbey Scattrel Janneh                                                                             |
| Miss Photogenic       | - Svizzera - Lolita Morena                                                                                   |

## Concorrenti
- Argentina – María Daniela Carara
- Aruba – Milva Evertsz
- Australia – Simone Cox
- Austria  – Mercedes Stermitz
- Bahamas – Christina Thompson
- Belgio – Françoise Bostoen
- Belize – Shirlene Dianne McKay
- Bermuda – Angelita Diaz
- Bolivia  – Cecilia Zamora
- Brasile – Mariza Fully Coelho †
- Canada – Jodi Yvonne Rutledge
- Cile – María Josefa Isensee Ugarte
- Cipro – Marina Elena Rauscher
- Colombia – Pauline Sáenz
- Corea del Sud – Jong-jun Kim
- Costa Rica – María Gabriela Pozuelo
- Curaçao – Maybelline Altagracia Snel
- Danimarca – Inge Ravn Thomsen
- Ecuador – Mariela García
- El Salvador – Claudia Oliva
- Filippine – Rosita Capuyon
- Finlandia – Nina Marjaana Rekkola
- Francia – Frédérique Leroy
- Galles – Lianne Gray
- Gambia – Abbey Scattrel Janneh
- Germania – Loana Katharina Radecki
- Giappone – Yuko Yamaguchi
- Gibilterra – Louise Gillingwater
- Grecia – Plousia Farfaraki
- Guadalupa – Nicole LeBorgne
- Guam – Pamela Booth
- Guatemala – Berta Victoria Gonzales
- Guyana francese – Marie Georges Achamana
- Honduras – Ollie Thompson
- Hong Kong – Cherona Yeung
- India – Rekha Hande
- Indonesia – Andi Botenri
- Inghilterra – Karen Moore
- Irlanda – Roberta Brown
- Islanda – Unnur Steinsson
- Isole Cayman – Effie Ebanks
- Isole Cook – Carmena Blake
- Isole Marianne Settentrionali – Thelma Mafnas
- Isole Vergini Americane – Julie Elizabeth Woods
- Isole Vergini Britanniche – Anna Maria Joseph
- Israele – Shimona Hollender
- Italia – Federica Moro
- Libano – May Mansour Chahwan
- Malaysia – Puspa Mohammed
- Malta – Christine Bonnici
- Martinica – Marie Lina Laupa
- Messico – Monica Rosas
- Namibia – Astrid Klotzsch
- Norvegia – Karen Elisabeth Dobloug
- Nuova Zelanda – Lorraine Elizabeth Downes
- Paesi Bassi – Nancy Lalleman Heynis
- Panama – Elizabeth Bylan Bennett
- Papua Nuova Guinea – Shannelle Bray
- Paraguay – Mercedes Bosch
- Perù – Vivien Griffiths
- Porto Rico – Carmen Batiz
- Portogallo – Anabella Elisa Ananiades
- Rep. Dominicana – Alexandra Astwood
- La Riunione – Eliane LeBeau
- Samoa Occidentali – Falute Mama Aluni
- Scozia – Linda Renton
- Singapore – Kathie Lee
- Spagna – Ana Isabel Herrero
- Sri Lanka – Shyama Fernando
- Stati Uniti – Julie Hayek
- Sudafrica – Leanne Hosking
- Svezia – Viveca Miriam Jung
- Svizzera – Lolita Morena
- Thailandia – Jinda Nernkrang
- Transkei – Nomxousi Xokelelo
- Trinidad e Tobago – Sandra Williams
- Turchia – Dilara Haracci
- Turks e Caicos – Lolita Ariza
- Uruguay – María Jacqueline Beltrán
- Venezuela – Paola Ruggeri